# Schizothoracinae
A Schizothoracinae a sugarasúszójú halak (Actinopterygii) osztályának pontyalakúak (Cypriniformes) rendjébe, ezen belül a pontyfélék (Cyprinidae) családjába tartozó alcsalád.

## Rendszerezés
Az alcsaládba az alábbi 10 nem tartozik:
- Diptychus (Steindachner, 1866)
- Schizothorax (Heckel, 1838)
- Schizopyge (Heckel, 1847)
- Gymnocypris (Günther, 1868)
- Herzensteinia (Chu, 1935)
- Oxygymnocypris (Tsao, 1964)
- Platypharodon (Herzenstein, 1891)
- Ptychobarbus (Steindachner, 1866)
- Racoma (Griffith & McClelland, 1842)
- Schizopygopsis (Steindachner, 1866)